# Испорченный телефон
«Сло́манный телефо́н» (испо́рченный телефо́н, глухо́й телефо́н, китайский телефон, китайского беседа) — салонная игра, используемая также в качестве одного из инструментов психотренинга. Суть игры — в организации передачи устного сообщения по цепи, состоящей из как можно большего количества людей, и выявлении искажений его исходного содержания.
В СССР игра широко использовалась воспитательницами детских садов.
В переносном значении «испорченным телефоном» иногда называют любую ситуацию, когда непроизвольное искажение информации происходит при пересказе по памяти слов другого лица, текста, событий.

## Варианты игры
В основном игру практикуют в следующих вариантах:
- Передача по цепи короткого сообщения. Участники игры находятся вместе в одном помещении, располагаясь цепью, один за другим. Ведущий тихим голосом (или шёпотом), так, чтобы не было слышно остальным, произносит на ухо первому участнику заранее заготовленную, обычно записанную на листе бумаги короткую фразу или труднопроизносимое слово. Первый участник должен так же тихо повторить сказанное на ухо второму, тот — третьему и так далее, до конца цепи. Повторять и переспрашивать нельзя. Последний участник громко произносит то, что он услышал, после чего ведущий громко зачитывает с бумаги то, что было им сказано первому участнику. Как правило, при достаточной длине цепи и необычной, труднопроизносимой фразе, выбранной ведущим, на выходе цепи получают совсем не то, что было на входе. Далее, если требуется, участники могут обсудить результаты, сказать, что каждый из них услышал и выяснить, где произошли искажения
- Передача инструкции. Ведущий игры составляет инструкцию для исполнителя. Исполнитель должен воспроизвести всё то, что ему предписано сделать (набор из нескольких доступных действий, например, построить участников группы по алфавиту, затем поднять руки у тех из них, у кого в фамилии есть определённая буква). Участники игры выстраиваются в цепь для передачи содержания инструкции. Ведущий передаёт описание исполнителю. При этом запрещают любые уточнения и повторения. В игре обговаривают действия исполнителя и те изменения, которые он внёс в отношении к исходным требованиям
- Передача небольшого связного рассказа. Ведущий заранее готовит рассказ на какую-нибудь достаточно нейтральную и общепонятную тему, небольшого размера, так, чтобы его содержание можно было в основном запомнить с одного прочтения без больших затруднений (обычно не более чем на половину страницы печатного текста). Участники, за исключением двух, выходят из помещения. Печатный текст вручают первому участнику. Он читает его с листа второму. Затем приглашают третьего участника, второй рассказывает ему услышанный текст, стараясь передать его как можно точнее. Третий рассказывает текст четвёртому, и так далее до конца цепи. Рассказав, участник отходит в сторону и ожидает, не контактируя с теми, кто ещё не слышал текста. Слушающий может уточнять, просить пояснить или повторить какие-то детали. Последний участник повторяет рассказ. После завершения пересказов участникам зачитывают исходный текст
- Описание увиденного. Похоже на предыдущий вариант, но первому участнику демонстрируют картинку, изображающую какую-то жизненную ситуацию, сцену, конфликт. Он должен описать картинку второму, второй — третьему и так далее. После завершения рассказ последнего участника сравнивают с оригиналом картинки

## Использование
- Развлекательное. Обычно выбирают первый вариант игры, как наиболее простой и быстрый. В качестве сообщения специально подбирают труднопроизносимое слово, фразу, которые приведут к максимальному количеству искажений. Внимание участников фиксируют на комической составляющей игры — постепенном преобразовании слов и выражений, когда каждое отдельное искажение невелико, но в сумме они приводят к получению совершенно отличного от оригинала текста
- В качестве средства психологического тренинга
  - Как средство сплочения группы, развития чувства общности, товарищества. Игра (первый или второй вариант) используют как коллективное действие для достижения общей цели, что само по себе объединяет участников, кроме того, она демонстрирует важность согласованных действий и влияние отдельного человека на результат работы всей команды. Может быть поставлена цель добиться передачи без искажения за минимальное общее время (например, в форме соревнования групп — кто быстрее передаст неискажённый текст)
  - Вариант игры с передачей инструкции может быть применён как элемент обучения руководителей для демонстрации важности однозначных, точных формулировок в руководстве людьми. В качестве игровой цели может быть поставлена задача добиться точного исполнения инструкции, полученной через цепь посредников
  - Последние 2 варианта игры используют для демонстрации механизма искажения информации при многократной передаче, а также влияния личных особенностей людей на вносимые в информацию искажения. Нередко игры в таких вариантах записывают с помощью аудио- или видеотехники во всех подробностях, чтобы по завершении воспроизвести уже всей группе обучаемых все этапы передачи сообщения и на каждом этапе обсудить, что конкретно было потеряно, что добавлено, что сохранилось и каковы возможные причины произошедшего.

## На телевидении
В 1995—2000 годах на телеканале НТВ и в 2013—2016 годах на телеканале «Карусель» выходило игровое шоу «Пойми меня» (версия немецкого шоу «Ruck Zuck»), в котором игрокам необходимо было объяснить слово или выражение сокомандникам, не употребляя при этом однокоренные слова и не повторяясь.